# مايك تاورز
مايكل أنتوني توريس مونج  (من مواليد 15 يناير 1994) ، المعروف باسمه المسرحي مايك تاورز ، هو مغني راب ومغني وكاتب أغاني من بورتوريكو.

## ديسكوغرافيا

### ألبومات الاستوديو
| طفل سهل المال                                                   | - تاريخ الصدور: 24 يناير 2020 - التسميات: White World Music - التنسيق: تنزيل رقمي ، دفق ، قرص مضغوط         | 55 | 1 | 5 | - ريا: 3 × بلاتينيوم (Latin) - PROMUSICAE : الذهب |
| لايك مايك                                                       | - تاريخ الصدور: 23 أبريل 2021 - التصنيفات: وارنر لاتينا ، عالم واحد - التنسيق: تنزيل رقمي ، دفق ، قرص مضغوط | 36 | 3 | 4 |                                                   |
| تشير "-" إلى تسجيل لم يتم رسمه أو لم يتم إصداره في تلك المنطقة. | |    |   |   |                                                   |